# 618 г. пр.н.е.

## Събития

### В Азия

#### В Асирия
- Цар на Асирия е Синшаришкун (627 – 612 или 623 – 612 г. пр.н.е.).
- В периода 621 – 616 г. пр.н.е. Асирийците водят продължителна борба с непрекъсната смяна на контрола над град Урук във Вавилония, която завършва неуспешно за тях. Въпреки това през тази година градът отново, макар и временно, попада в техни ръце.[1]

#### Във Вавилония
- Набополaсар (626 – 605 г. пр.н.е.) е цар на Вавилония.[2] Той продължава борбата за свобождаването на цяла Вавилония от асирийска власт.

#### В Мидия
- Киаксар (625 – 585 г. пр.н.е.) е цар на Мидия.[3]

### В Африка

#### В Египет
- Псаметих (664 – 610 г. пр.н.е.) е фараон на Египет.[4][5]

## Родени
- Седекия,[6] последният цар на Юдея преди царството да бъде превзето от Вавилония